# Paracilicaea hanseni
Paracilicaea hanseni là một loài chân đều trong họ Sphaeromatidae. Loài này được Stebbing miêu tả khoa học năm 1910.